# Las locas
 Las locas  es una película de Argentina filmada en Eastmancolor dirigida por Enrique Carreras según su propio guion escrito en colaboración con José Dominiani que se estrenó el 21 de abril de 1977 y que tuvo como actores principales a Mercedes Carreras, Juan José Camero, Leonor Manso y Leonor Benedetto.

## Sinopsis
Las internadas en un establecimiento psiquiátrico se ven envueltas en un tema policial.

## Reparto
- Mercedes Carreras …Gabriela Ferri
- Juan José Camero …Dr. Ricardo Basaldúa
- Leonor Manso …Renata
- Leonor Benedetto …Carucha
- Myriam de Urquijo …Dra. Trelles
- Alicia Bruzzo …Mónica Flores
- Olinda Bozán …Olinda
- Nora Massi …Enfermera 1º
- Marta Albertini …Internada
- Virginia Ameztoy …Internada
- Adriana Parets …Natalia
- Linda Peretz …Cristina
- Trissi Bauer …Internada
- Carlos Muñoz …Mariano
- María Danelli …Médica
- Carlos Luzietti
- Héctor Fuentes
- Rodolfo Onetto
- Luis E. Corradi
- Marta Cipriano …Internada
- Blanquita Silván …Internada
- Aurora del Mar …Enfermera
- Cristina Montes …Internada
- Inés Murray …Internada
- Aída Rubino …Internada
- Miguel Narciso Brusse …Médico
- Mario Luciani …Abogado
- Elsa Marval
- Lilí Navarro
- Diana Uziel
- Mario Savino …Sereno
- Estela de la Rosa
- Juan Carlos Torres …Violador
- Enrique Carreras …Cameo (cliente del bar)
- Stella de la Rosa
- Graciela Stéfani ...Elena

## Premios
Mercedes Carreras fue galardonada con el premio a la major actriz en el Festival Internacional de Cine de Moscú de 1977 y Enrique Carreras fue nominado para el premio al mejor director. Cabe decir que en la proyección se alteró el orden de dos rollos de película por accidente.

## Comentarios
La Nación opinó:

”El film se abre con una franca apelación al testimonio periodístico…Mercedes Carreras es toda una revelación..”

Clarín dijo:

”Un eficaz trabajo de José Dominiani y el director…lo convirtió en un film de gran fuerza emotiva.”